# Michael Marrus
Michael Robert Marrus, nascido em 3 de fevereiro de 1941, é um historiador canadense que se dedica à pesquisa e ao ensino da história da França, do Holocausto e dos judeus. Em 2008, foi honrado com a admissão na Ordem do Canadá, uma distinção reservada aos cidadãos canadenses que se destacaram em sua área de atuação ou fizeram contribuições significativas para a sociedade canadense.